# Cipriano Nguema Mba
Cipriano Nguema Mba Mitogo é um político e militar da Guiné Equatorial.

## Biografía
Tenente-coronel das Forças Armadas da Guiné Equatorial e sobrinho do presidente Teodoro Obiang, aproveitou que possuía passaporte belga para se tornar um refugiado político nos Camarões a partir de 2003. Em setembro de 2008, foi sequestrado com a participação do embaixador guinéu-equatoriano no país, Florencio Mayé Elá, e enviado para Guiné Equatorial.
Cipriano conseguiria escapar da prisão de Evinayong em outubro de 2010, fugindo novamente para os Camarões, onde seria outra vez preso. Mais tarde, escaparia do país obtendo o estatuto de refugiado político na Bélgica em 2013. Durante uma visita à capital nigeriana, Abuja, o ex-coronel foi novamente sequestrado em 14 de dezembro de 2013 e transferido para Guiné Equatorial. Em setembro de 2014 teve inicio o julgamento contra ele, sendo condenado por uma suposta tentativa de golpe de Estado e sentenciado a 27 anos de prisão.